# Kênh Tám Chục Thước
Kênh Tám Chục Thước (tên khác: Kênh 6) là một con kênh đổ ra Kênh Xáng Quản Lộ - Phụng Hiệp. Kênh có chiều dài 21 km. Kênh Tám Chục Thước chảy qua các tỉnh Bạc Liêu, Cà Mau, Kiên Giang.